# Epilobium gemmascens
Epilobium gemmascens là một loài thực vật có hoa trong họ Anh thảo chiều. Loài này được C.A.Mey. mô tả khoa học đầu tiên năm 1831.